# Blaise-sous-Arzillières
Blaise-sous-Arzillières – miejscowość i gmina we Francji, w regionie Grand Est, w departamencie Marna.
Według danych na rok 1990 gminę zamieszkiwało 396 osób, a gęstość zaludnienia wynosiła 57 osób/km².